# Шарковський Олександр Миколайович
Олекса́ндр Миколайович Шарко́вський  (*7 грудня 1936 року, Київ — †21 листопада 2022 року, Київ) — український математик, член-кореспондент АН УРСР (1978), академік НАН України (2006). Лауреат премій НАН України ім. М. М. Боголюбова та М. О. Лавретьєва.
Став відомим завдяки доведенню теореми, яка отримала його ім'я. Автор праць з теорії динамічних систем, теоретичної механіки.

## Біографія
Ще у 1952 р., прізвище Шарковського з'явилось у математичному світі — журналі «Успехи математических наук», коли восьмикласник Олександр Шарковський став переможцем Київської математичної олімпіади школярів. А першу наукову працю він написав уже на першому курсі Київського університету. По закінченні з відзнакою КДУ ім Т. Г. Шевченка він так само успішно завершує аспірантуру Інституту математики АН УРСР достроковим захистом кандидатської дисертації (1961). А незабаром, у 1967 р., захищає і докторську дисертацію. В 1978 р. О. М. Шарковського обрали членом-кореспондентом АН УРСР, а в 2006 р. — дійсним членом НАН України. З 1974 р. О. М. Шарковський завідував відділом диференціальних рівнянь Інституту математики АН УРСР, а з 1986 р. очолював відділ теорії динамічних систем, який було створено з його ініціативи. Останні роки життя працював головним науковим співробітником відділу теорії динамічних систем та фрактального аналізу Інституту математики НАН.
Помер 21 листопада 2022 року у місті Києві.

## Науковий доробок
О. Шарковський створив основи топологічної теорії одновимірних динамічних систем, теорії, яка на сьогодні є одним з інструментів дослідження еволюційних задач найрізноманітнішої природи. Ним відкрито закон співіснування періодичних траєкторій різних періодів; досліджено топологічну структуру басейнів притяжіння різних множин; одержано низку критеріїв простоти та складності динамічних систем. О. М. Шарковському належать і фундаментальні результати з теорії динамічних систем на довільних топологічних просторах.
Досягнення українського вченого одержали загальне визнання у міжнародних наукових колах. З його ім'ям пов'язано становлення та розвиток хаотичної динаміки. У науковій літературі можна зустріти такі терміни як теорема Шарковського, порядок Шарковського, простір Шарковського, стратифікація Шарковського та ін. З теоремою Шарковського пов'язують започаткування нового напрямку в теорії динамічних систем — комбінаторної динаміки. У 1994 р. в Іспанії відбулась міжнародна конференція «Тридцять років теоремі Шарковського. Нові перспективи».
Дослідження, проведені О. М. Шарковським, дозволили йому запропонувати концепцію «ідеальної турбулентності» — нового математичного явища в детермінованих системах, яке моделює в часі і просторі найскладніші властивості турбулентності, а саме: процеси утворення когерентних структур спадаючих масштабів та народження випадкових станів.
Наукову роботу О. М. Шарковський активно поєднує з педагогічною діяльністю. Із середини 60-х років ХХ ст. читав загальні курси та лекції з теорії динамічних систем на механіко-математичному факультеті рідного університету. О. М. Шарковський — автор майже 250 наукових праць, з них п'ять монографій, які написані у співавторстві з учнями. Серед учнів — 3 доктори і 14 кандидатів наук. Багато енергії і часу віддав український учений розвиткові наукових зв'язків. Він виступав з лекціями в університетах та наукових центрах більш ніж 20 країн Європи й Америки, в університетах Китаю та Австралії. Входив до редколегій низки міжнародних математичних видань, зокрема був співредактором журналу «Journal of Difference Equations and Applications» (США).
Його остання стаття «Дескриптивна теорія детермінованого хаосу» була опублікована в Українському математичному журналі у січні 2023 року та перекладена англійською видавництвом Springer у липні 2023 року.

## Нагороди та премії
- Перша премія Київської олімпіади юних математиків (1951), журнал «Успехи математических наук» (УМН, 7, 1952)
- Премія НАН України імені М. М. Боголюбова за цикл робіт «Теорія розсіяння квантових систем та одновимірні динамічні системи» (1993)
- Премія НАН України імені М. О. Лаврентьєва за серію праць “Складні динамічні скінченновимірні та нескінченновимірні системи” (2005)
- Державна премія України в галузі науки і техніки за цикл наукових праць „Теорія динамічних систем: сучасні методи та їх застосування“ (2010)
- Премія Б. Аульбаха (Bernd Aulbach Prize) Міжнародного товариства різницевих рівнянь (2011)
- Почесна докторська ступінь Доктор Honoris Causa (Dr. h. c.) Сілезького університету в Опаві, Чехія (2014).
- Премія НАН України імені Ю. О. Митропольського  за цикл праць «Розвиток теорії хаосу та концепції ідеальної турбулентності» (2019).

## Названі на його честь
- Теорема Шарковського
- Порядок Шарковського
- Простір Шарковського
- Стратифікація Шарковського